# Сміттєва криза у Львові

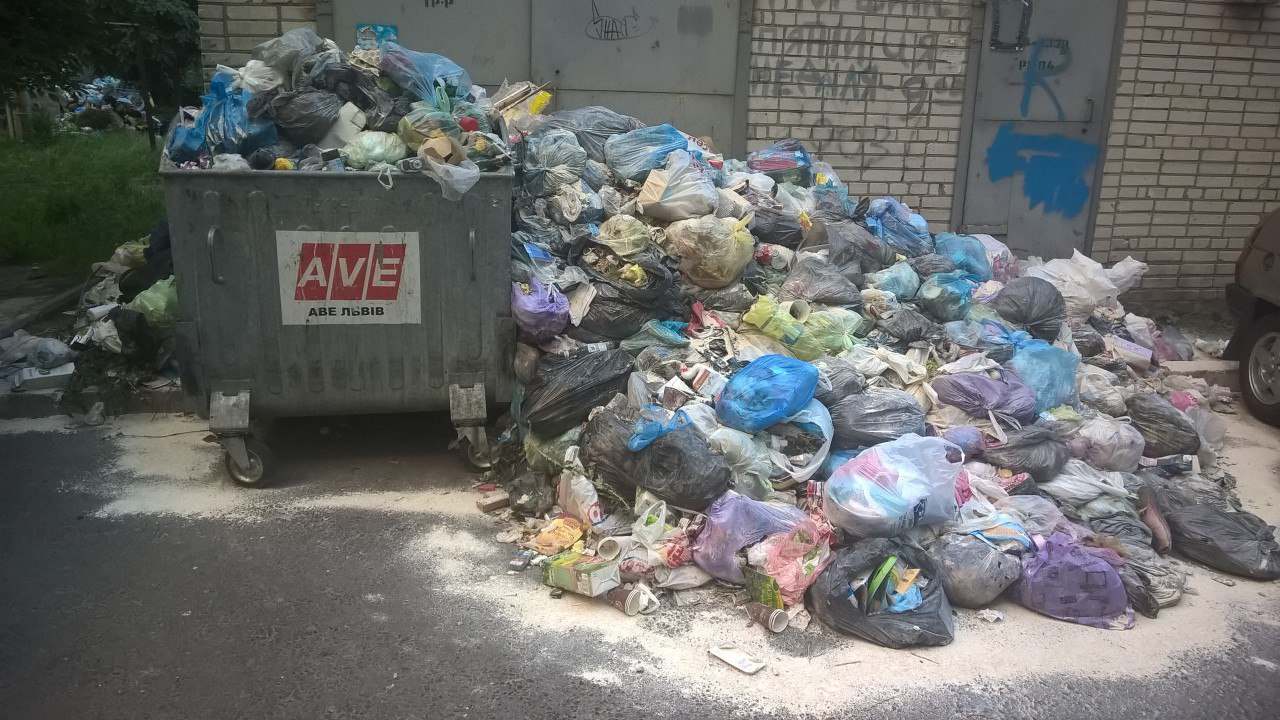
Сміттєвий контейнер на вулиці Панча 9, Львів (2017)

Сміттєва криза у Львові — серія інцидентів у Львові, починаючи з літа 2016 року, викликаних тривалим ігноруванням проблем зі зберіганням та переробкою сміття в місті, пожежею на Грибовицькому сміттєзвалищі та подальшою бездіяльністю місцевої влади.
За оцінками міської влади та деяких політичних діячів, криза та її висвітлення в ЗМІ мають політичне підґрунтя й викликані політичними розбіжностями між Блоком Петра Порошенка та «Самопоміччю», за іншими — намаганням мера міста Андрія Садового перекласти вирішення проблеми на центральну владу.
За словами тодішнього прем'єр-міністра України Володимира Гройсмана, він "партизанив" (приховано від президента Петра Порошенка) і разом із мером Києва й тодішнім Міністром внутрішніх справ Арсеном Аваковим допомагав міській владі з вивозом сміття. Ця заява досить вагомо класифікує проблему вивозу сміття як політичну.

## Передумови виникнення сміттєвого колапсу
Зберігання сміття зі Львова та частини населених пунктів області здійснювалось на Грибовицькому сміттєзвалищі, яке діє з 1957 року, займає понад 33 га, є третім за розміром у Європі та одним із найбільших забруднювачів навколишнього середовища на території Львівської області.
У 2003 році головний державний санітарний лікар Львівської області виніс постанову про припинення експлуатації полігону для міста Львова. У наступні роки були повторні приписи про припинення експлуатації полігону, однак з боку міської влади вони ігнорувалися і оскаржувалися в судах, в результаті чого звалище продовжувало приймати сміття. Відповідно до постанови про припинення експлуатації, з 2006 року полігон діяв незаконно.
Незважаючи на заборону експлуатації полігону, у 2006 році, через кілька місяців після обрання мером міста, Андрій Садовий заявив, що сміттєзвалище практично заповнене, але просив громаду села Великі Грибовичі погодитись на продовження експлуатації полігону протягом ще 5 років, після чого обіцяв його закрити. Натомість, обіцянки вирішити проблеми з переробкою сміття протягом наступних 10 років так і не були виконані, а виконання окремих робіт напряму саботувалося або було заборонене Садовим та його командою. Так, в 2007 році міська влада заборонила виконання робіт з дегазації сміттєзвалища — первинних заходів з його рекультивації та закриття.
У травні 2016 року після гасіння пожежі на сміттєзвалищі через зсув сміття загинули рятувальники, які проводили дослідження причин пожежі. У листопаді 2016 року суд зобов'язав владу Львова закрити Грибовицьке сміттєзвалище.

## Стан

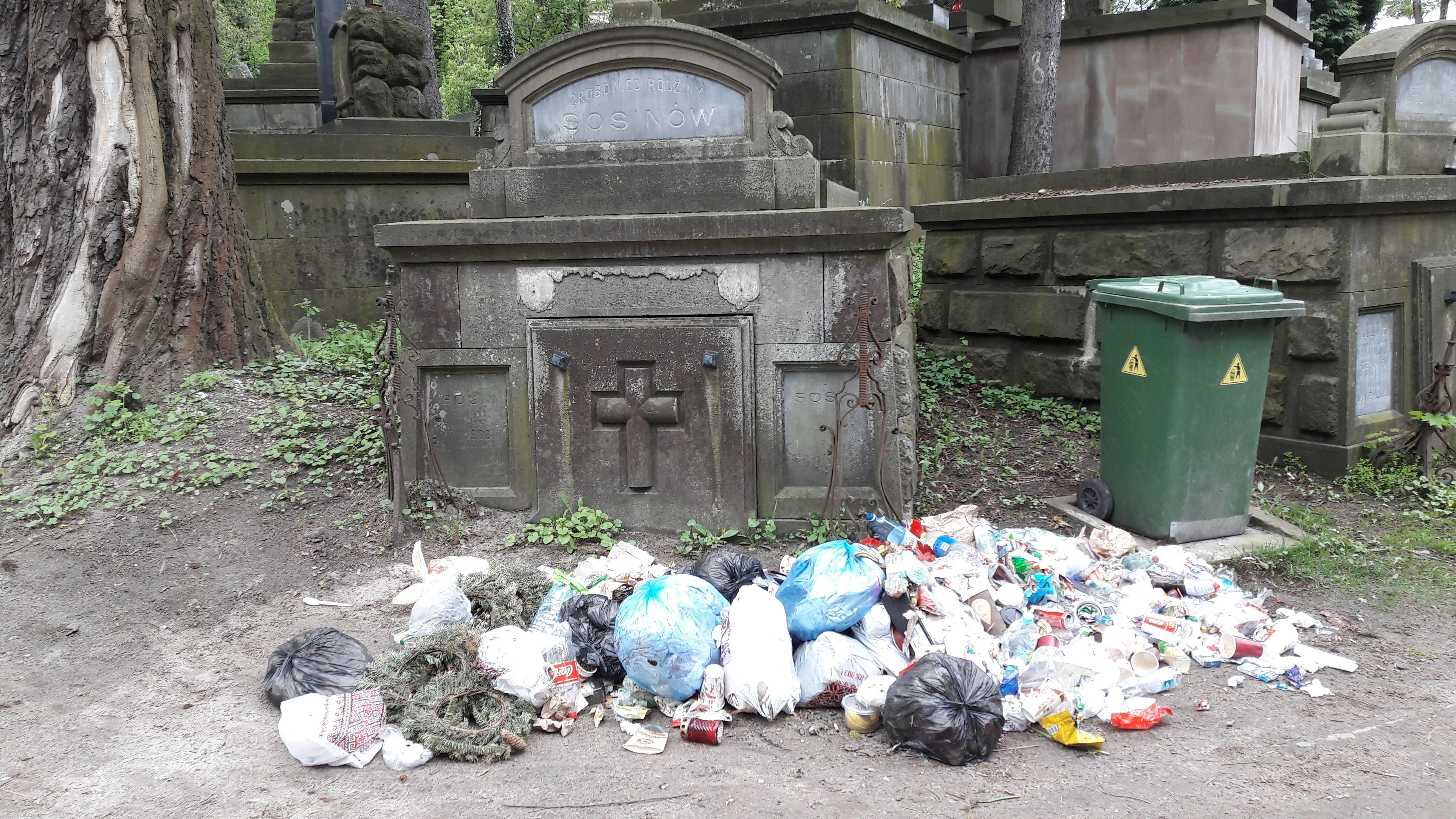
Сміття, що не вмістилося в сміттєвий бак, на Личаківському цвинтарі, Львів (2017)

На червень 2017 року в окремих районах міста нагромадились місячні обсяги сміття, загалом по місту — близько 9 тисяч тонн. Лабораторний аналіз ґрунту, взятого біля сміттєвих майданчиків у Львові, показав високий рівень бактеріального забруднення, що створює небезпеку для мешканців.

## Вивезення сміття в інші регіони
Закриття місцевого сміттєзвалища призвело до санкційованого та несанкційованого вивезення сміття зі Львова та його скидання у Львівській та інших областях України, в тому числі, на не облаштованих для приймання сміття місцях. Громади деяких міст обурені тим, що на їхні полігони викидають непотріб зі Львова.
У червні та липні 2016 року сміття зі Львова приймав київський сміттєпереробний завод «Енергія» — по 200 тонн на добу. В серпні завод припинив роботу через плановий ремонт.
У серпні 2016 року сміття вивозили до Чернівців.
У липні-вересні 2016 року сміття вивозили до Дніпра, загалом приблизно 8,8 тис. тонн. Починаючи з 13 вересня 2016 року сміття до Дніпра вивозили незаконно, через що активісти заблокували сміттєвози, пробивши колеса трьох машин, а поліція відкрила кримінальне провадження щодо організаторів перевезень.
У вересні 2016 року сміття вивозили до Миколаєва. Відвантаження сміття у Миколаєві здійснювалось відповідно до рішення мера міста і припинилось через протести місцевого населення та блокування вантажівок зі сміттям на в'їзді до міста, після чого дозвіл на приймання сміття був анульований.
У жовтні 2016 року сміття було вивезене і скинуте біля Решетилівки на Полтавщині.
У жовтні-грудні 2016 року сміття вивозили на Сумщину.
Станом на грудень 2016 року несанкціоноване вивезення до інших областей тривало, а побудова спеціальних закладів і виробничих потужностей на території забруднення, зокрема, пресувального заводу у Львові, саботувалися «активістами».
У лютому 2017 року сміття вивозили в Полтавську область, у Глобине та під Кременчук. У березні, навіддяку, розпочато плановий збір сміття з Полтавщини до поховання в центрі Львова.
9 березня 2017 року декілька автівок вивантажили сміття в селі Молога Білгород-Дністровського району Одеської області.
У середині квітня 2017 року 50 т львівського сміття було виявлено в Житомирській області.
У середині травня 2017 року в Житомирській області були виявлені нові сліди скидання львівського сміття.

## Позиції та реакція
Питання виділення землі та розробки документації щодо створення полігонів твердих побутових відходив належать до компетенції місцевої влади. Прем'єр-міністр України Володимир Гройсман заявив, що питання виділення землі та проектна документація для вирішення проблеми погоджені. При цьому мер Львова Андрій Садовий неодноразово наголошував, що проблему має вирішувати центральна влада.
У травні-червні 2016 року Садовий заявив про сценарій завалити Львів сміттям та блокування вивезення сміття зі Львова центральною владою. На сайті міської ради Львова викладено 229 відмов на 495 звернень до обласних і місцевих рад України з проханням прийняти львівське сміття.
Громади окремих міст України, до яких здійснювались спроби вивезення сміття, висловили різку незгоду щодо його приймання на місцеві полігони, в тому числі — при наявності дозволів від місцевих органів.
Наприкінці жовтня 2016 року було розпочате слідство щодо вивезення сміття зі Львова у інші регіони. Коментуючи ситуацію, Садовий заявив у березні 2017, що мерією укладений договір на вивезення сміття з міста зі сторонньою організацією, те, куди ця організація вивозить сміття, мерія не контролює.
У січні 2016 року за ініціативи та підтримки депутатів «Самопомочі» Семена Семенченка, Єгора Соболєва та позафракційного Володимира Парасюка було розпочато блокаду поставок вугілля з окупованих територій, що їх опонентами було розцінено як фактор тиску фракції Садового та відволікання від проблеми сміття та намагання «впарити свій мазут» до українських ТЕС Ахметова Коломойським.
У червні 2017 року керівник фракції «Самопоміч» у Верховній Раді Олег Березюк оголосив голодування на знак протесту проти ігнорування проблеми прем'єр-міністром та Президентом України. В той самий час львів'яни блокували запуск цеху з пресування відходів у самому місті, рівно як і мала місце протидія побудові нового полігону в області.
Станом на 26 червня 2017 року у Львівській області планують побудувати 3-4 сміттєпереробні заводи. Їхнє будівництво може зайняти 2,5-3 роки. Один із заводів має знаходитися на території Львова.